# Vestjysk BANK Arena (Hadsten)
 For alternative betydninger, se Vestjysk BANK Arena. (Se også artikler, som begynder med Vestjysk BANK Arena)
Vestjysk BANK Arena (el. Hadsten Hallen) er en idrætshal i Hadsten. Hallen er hjemmebane for Hadsten Sportsklubs 1. divisionsdamer. Den har tidligere gået under navnet Hadsten Hallen, men blev omdøbt som følge af et navnesponsorat fra Vestjysk Bank, efter denne blev klubbens hovedsponsor efter Hadsten Banks konkurs. Hallen er ejet af Favrskov Kommune, men ifølge borgmester Nils Borring er navnesponsoratet tænkt som en mulig privatisering af hallen.

## Fodnoter
1. ↑  "Hadsten har fået en Vestjysk BANK Arena" dinby.dk
2. ↑  Hadsten Hallen hedder nu VestjyskBank Arena Arkiveret 5. marts 2016 hos  Wayback Machine Favrskov Posten

56°20′2.47390″N 10°3′27.27252″Ø / 56.3340205278°N 10.0575757000°Ø